# Shadow Hearts: From the New World
Shadow Hearts: From the New World est un jeu vidéo de rôle développé par Nautilus et édité par Aruze sur PlayStation 2. Le jeu est sorti en 2005 au Japon et en 2006 en Amérique du Nord. Il n'a été édité qu'en 2007 en Europe, où il resta dur à trouver, notamment en France. Dans la version européenne, les sous-titres sont proposés, comme les voix, en anglais.
Il s'agit du troisième opus de la série Shadow Hearts.

## Scénario
1929. Johnny Garland est un jeune détective qui a ouvert son agence à New York. Un jour, l'étrange professeur Gilbert lui demande de retrouver un dangereux bandit. Mais lorsque Johnny le retrouve, une porte transdimentionnelle s'ouvre derrière l'homme, un monstre en sort et le tue. Johnny, apeuré et à la merci du monstre, est sauvé par une sorte d'ange : une des fusions de Shania. Johnny, Shania et son garde du corps Natan partent à la recherche de Gilbert. Pendant ce temps dans une autre ville des États-Unis, le tueur en série Killer est sauvé par une mystérieuse jeune femme qu'il appelle Lady, qui tue les policiers qui encerclaient Killer et le soigne…

## Système de jeu
Le gameplay reste très proche du second opus. Chaque personnage a ses capacités propres et acquiert la magie qu'on leur équipe. Les SP et la Roue du Jugement sont toujours présent.
Dans cet opus toutefois, le pouvoir de fusion est possédé par Shania, et non par le personnage principal. Elle semble posséder moins de démons à fusionner.

## Les personnages
Johnny Garland : jeune détective de 16 ans, il a perdu une partie de sa mémoire le jour de la mort de son père et de sa sœur, et tente de la récupérer ; il est secondé (et baby-sitté) par Lenny Curtis, son majordome ; il se bat à l'aide d'un couteau enchanté qui prend la forme d'une épée lumineuse, et possède un appareil photo capable de transformer les monstres en cartes et de voir leurs caractéristiques.
Shania : jeune amérindienne (native-américaine) de 21 ans, elle tue les monstres qu'elle croise, et poursuit Gilbert, Lady et Killer avec un réel acharnement.
Natan : guerrier de la même tribu que Shania, il l'appelle princesse et la protège ; il utilise le Gun-Fu, un art martial utilisant deux pistolets.
Frank Goldfinger : ninja américain pratiquant les arts ninjas brésiliens, aussi barge qu'idiot (non, ne riez pas, il fallait bien quelqu'un pour remplacer Joachim) ; il est à la recherche de Gilbert.
Mao : chatte de taille humaine se tenant debout, elle parle avec un accent sicilien et utilise l'art du kung-fu dit "de l'homme saoul" ; très portée sur l'alcool, elle est aussi une grande actrice… chez les chats comme elle.
Hildegarde Valentine : alias Hilda, petite sœur de Joachim et Keith ; elle absorbe les calories des monstres (ou personnes) dont elle suce le sang ; selon son poids calorifique, elle se transforme en Curvy Hilda, forte, douce et gentille, Slim Hilda au caractère tranchant et agressif, en chauve-souris rose forte et fragile ou en héroïne masquée ; elle collectionne les magazines de magie.
Ricardo : musicien mexicain, sa guitare aux douces mélodies cache en fait de nombreuses armes à feu ; sa petite-amie est assassinée par des mafiosos puis ressuscitée par Lady qui l'utilise ensuite, elle finit par mourir et Ricardo ne songe plus qu'à venger sa mort.

## Réactions
- Revue de presse

Edge 6/10 • Famitsu 35/40 • GameSpot 8.2/10 • IGN 7.8/10 • Joypad 8/10